# Владимир Јагличић
Владимир Јагличић (Крагујевац, 4. новембар 1961 — 7. април 2021) био је српски песник, преводилац, прозаист, књижевни критичар. Основну школу завршио је у Горњој Сабанти, а Гимназију и Правни факултет у Крагујевцу, у којем је живео од 1975. до смрти 2021.
Прве песме објавио је 1981. године у једном студентском зборнику. Уређивао је неколико листова и часописа (Погледи, Шумадија, Књижевне новине, Знамен, Кораци, Липар) и био репортер крагујевачког листа Светлост.

## Дела

### Поезија
Јагличић је објавио следеће песничке збирке:
- „Погледај дом свој“ (1990, Са Ј. Јанковићем и С. Миленићем)
- „Изван ума“ (1991)
- „Три обале“ (1991, Са Ј. Јанковићем и Славицом Величковић)
- „Тамни врт“ (1992)
- „Усамљени путник“ (1994)
- „После рата“ (1996)
- „У горама“ (1996)
- „Србија земља“ (1996)
- „Сенке у дворишту“ (1996)
- „Врело“ (1997)
- „Милановачким друмом“ (1997)
- „Неповратно“ (1998)
- „Књига о злочину“ (2001)
- „Ране песме“ (2001)
- „Куда куде“ (2001)
- „Пред ноћ“ (2002)
- „Немој да ме зовеш“ (2002)
- „Пре него одем“ (Изабране песме, 2004)
- „Песме“ (Москва 2006, плакета изабраних песама, двојезично)
- „Јутра“ (2008)
- „Поседи“ (2011)
- "Стуб" (2013)
- "Предграђе хоризонта" (2017)

Саставио је следеће антологије:
- „Када будемо трава“ (1998, антологија савремене српске поезије, песници рођени после 1945. године)
- „Певачи уснуле престонице“ (2006, 2008, два века поезије крагујевачких песника)
- „Срце земље“ (2006, преводиоци Крагујевца)

### Проза
Прву причу, „Кауч“, награђену откупном наградом, објавио је 1987. године, у приштинском „Јединству“. До сада је објавио око три стотине кратких прича (највише у оквиру рубрике „Шумадијске приче“ коју је имао у крагујевачком недељнику „Светлост“, од 1999. до 2007. године, и у недељнику "Новине крагујевачке" од 2012. до 2015. године), као и пет романа:
- „Старац са Пиваре“ (Београд, 2003)
- „Холендери“ (Крагујевац, 2005)
- „Месојеђе“ (Пожаревац, 2006)
- "Светлости очију" (Бернар, Београд, 2014)
- "Пацов" (Кораци, Крагујевац, 2019)
- "Ево мртав лежим у земљи Србији" (Бернар, збирка прича, 2013)

### Преводилаштво
- Варлам Шаламов: „После Колиме“ (1990, изабране песме)
- Николај Гумиљов: „Ломача“ (1992, изабране песме)
- Игор Шафаревич: „Русофобија“ (1993, огледи)
- Александар Блок : „Изабране песме“ (1994)
- „Антологија руске поезије осамнаестог и деветнаестог века“ (1994)
- Бабкен Симоњан: „Кроз балкански огањ“ (1994, публицистика, са групом аутора)
- Бабкен Симоњан: „Мирис домовине“ (1994, изабране песме, са групом аутора)
- Арсениј Тарковски: „Бити то што јеси“ (1995, изабране песме)
- Игор Шафаревич: "Социјализам као појава светске историје“ (1997, огледи)
- Песници распете Русије (1997, зборник, са В. Димитријевићем)
- Задушнице (Антологија песника руске искони, 1998, са Ј. Јанковићем, М. Вуковићем и Л. Радуловићем)
- Јуриј Воробјовски: „Куцање о златна врата“ (1999, огледи, друго издање 2010, Романов, Београд)
- Максимилијан Волошин: „Апотеоза сна“ (1998, огледи)
- Иван Иљин: „Појуће срце“ (1999, огледи, Светигора, Цетиње; друго, проширено и допуњено издање 2010, Бернар, Стари Бановци)
- Владимир Мајаковски: „Облак у панталонама“ (2000, изабране песме)
- Валериј Брјусов: „Огледало сенки“ (2000, изабране песме)
- Јуна Мориц: „Лице“ (2000, изабране песме)
- Иван Иљин: У потрази за праведношћу (2001, огледи)
- Иван Иљин: Пред буктавим загонеткама Господњим (2001, огледи, Светигора, Цетиње)
- Максимилијан Волошин: Кимерија (2001, Изабране песме, сепарат часописа „Дрво живота“)
- Евгениј Винокуров: Ритам (2001, изабране песме, сепарат часописа „Дрво живота“)
- Николај Љесков: На крају света (2002, приче)
- Рамајана (2003, древни индијски еп, изложен у прози)
- Георгиј Иванов: Петроградске зиме (2004, мемоари)
- Владимир Одојевски: Силфида (2005, фантастичне приче)
- Булат Окуџава; Поезија (2006, изабране песме)
- Вјачеслав Иванов: Звезде водиље (2006)
- Константин Баљмонт: Сунце и месечина (2007, изабране песме)
- Светлана Савицка: Не данас (2008, изабране песме, са Н. Милосављевићем)
- Николај Љесков: Запечаћени анђео (избор прича, 2009, с П. Митропаном)
- Иван Иљин: Загледан у живот (2010, огледи)
- Иван Иљин: Поглед у даљину (2010, огледи, с Р. Божићем)
- Иван Буњин: Три рубље (2010, приче, с групом преводилаца)
- Алексеј Лосев: Жена-философ (роман, Бернар 2011)
- Владислав Ходасевич: Некропола (мемоари, Краљево 2011)
- Антологија руске модерне приче (у четири књиге, од Толстоја до Шаргунова, издавач Бернар, Београд-Стари Бановци, 2011)
- Василиј Гросман: Неколико тужних дана (Изабране приче, издавач Бернар, 2012)
- Аркадиј Аверченко: Отац (Изабране приче, издавач Бернар, 2012)
- Иван Буњин: Гробљанска трава (Изабране песме, са Л. Захаровом, издавач Бернар, 2012)
- Фјодор Тјутчев: Два јединства (Изабране песме, Вахазар-Игам, Москва/Београд, 2013)
- Сергеј Шелковиј: Данас/Днес (Изабране песме, двојезично, на руском и српском, Харков 2013)
- Иван Буњин: Дневници (2013, Бернар)
- Николај Љесков: Некрштени поп (2014, Бернар)
- Александар Куприн: Соломонова звезда (Бернар, 2014)
- Роман Сенчин: Атинске ноћи (Бернар, 2014)
- Александар Блок: Нико натраг вратити се неће (Са С. Раичковићем, Изабране песме, Вахазар-Играм, Москва/Београд, 2015)
- Новела Матвејева: Караван (Са М. Сибиновићем, Изабране песме, двојезично, Вахазар-Играм, Москва/Београд 2015)
- Вјачеслав Иванов/Михаил Гершензон: Преписка из два ћошка (Бернар, Стари Бановци 2015)
- Антологија руске поезије двадесетог века (Сребрни век, два тома): Издавачка књижарница Зорана Стојановића, Сремски Карловци 2015.
- Михаил Љермонтов: Пехар живота (двојезично, Москва-Београд 2016, с групом преводилаца)
- Протојереј Андреј Ткачов: Теби и мени Бог је написао писмо (Бернар, 2016, са Славицом Величковић)
- Леонид Мартинов; Чисто небо (с другим преводиоцима, двојезично, Београд-Москва 2017)
- Николај Заболоцки: Све што је било у души (с другим преводиоцима, двојезично Београд-Москва 2017)
- Арсениј Тарковски: Само и тог је мало (с другим преводиоцима, двојезично, Београд-Москва 2017)
- Осип Мандељштам: Веку мој, звери моја (с другим преводиоцима, двојезично, Београд-Москва 2017)
- Николај Гумиљов: Залутали трамвај (с другиом преводиоцима, двојезично, Београд-Москва 2017)
- Николај Бурљајев: Иван Вољнов (поема, Глобосино, Београд 2017)
- Александар Неверов: Ташкент, град хлебни (роман, Ободско слово, Подгорица 2017)
- Виктор Широков: Снежна воденица (Изабране песме, Источно Српско Сарајево 2018)
- Цветајева - Пастернак (Преписка 1922-1936, ЦИД, Подгорица 2018)
- Алексеј Варламов: Рођење (Ободско слово, Макарије, Подгорица 2018)
- Константин Воробјов: Мој пријатељ Момич (Издавачка књижарница Зорана Стојановића, Сремски Карловци 2018)
- Јуриј Нагибин: Златна моја ташта (Издавачка књижарница Зорана Стојановића, Сремски Карловци 2018)
- Леонид Бородин: Поље Божије (Издавачка књижарница Зорана Стојановића, Сремски Карловци 2018)
- Олег Павлов: Дневник болничког чувара (Издавачка књижарница Зорана Стојановића, Сремски Карловци 2018)
- Иља Кочергин: Кинезов помоћник (Издавачка књижарница Зорана Стојановића, Сремски Карловци 2018)
- Иван Иљин: Изабрана дела (5 књига, са биографијом Иљиновом, аутора Александра Шарипова, издавач Задужбина Светог манастира Хиландара, Београд 2018; копреводилац књиге "Поглед у даљину" Радослав Божић)
- Сергеј Шелковиј: Божић (Изабране песме, двојезично, на руском и српском, Харков 2019)
- Јевгениј Чигрин: Светионик на гребену (Изабране песме, Граматик, Београд 2019)
- Марина Цветајева: Поезија (Изабране песме и поеме, ЦИД, Подгорица 2019)
- Всеволод Иванов: Едеска светиња (Роман, Бернар, Стари Бановци/Београд 2019)
- Корнеј Чуковки: Портрети, Сремски Карловци 2020.
- Наталија Баранскаја: Недељу дана свагдашњих, Сремски Карловци 2020.
- Василиј Курочкин: Закуцани дом, Сремски Карловци 2020.
- Роман Сенчин: Крај сезоне, Сремски Карловци 2020.
- Александар Кузњецов Туљанин: Паганин, Сремски Карловци, 2020.

Са француског језика:
- Жозе Мари де Ередија: Трофеји (2000, са Тањом Пајић, изабране песме)
- Теофил Готје: Емајл и камеје (2001, са Тањом Пајић, изабране песме)

Са енглеског језика:
- Danse macabre, (2009, антологија англојезичког песништва од четрнаестог до двадесетог века, троброј часописа „Липар“, Крагујевац)

Са немачког језика:

## Награде
- „Милош Црњански“[2]
- „Бранко Миљковић“[2]
- „Милош Н. Ђурић“[2]
- „Свети Сава“ (у Републици Српској)
- Октобарска награда града Крагујевца
- „Григорије Елезовић“[2]
- „Јован Грчић Миленко“[2]
- Награда „Печат вароши сремскокарловачке”, за књигу песама Неповратно, 1998.
- »Дрво живота« београдских Заветина
- "Раде Драинац"[2]
- Златно перо Русије
- Петровдански вијенац
- Шушњар
- Хаџи Драган Тодоровић (за циклус песама)
- Златна значка Културно-просветне заједнице Србије
- Медаља „Најбољи аутор новог миленијума“ за поезију, Москва 2011.
- Диплома имена Шекспира (са медаљом) „за високо мајсторство у превођењу руских аутора на српски језик“, Москва 2011.
- Одзиви Филипу Вишњићу, 2013
- Ђурђевданска награда града Крагујевца, 2016
- Награда Савеза писаца Русије "Империјална култура" која носи име Едуарда Володина,"за песме и поеме објављене последњих година", Москва 2017.
- Змајева награда Матице српске, Нови Сад, за збирку "Предграђе хоризонта" 2017.
- Жичка хрисовуља 2019.
- Заплањски Орфеј 2019